# Abu Talib
Abu Talib, regerade i Persien åren 1586–1587, tillhörde den Safavidiska dynastin.